# Elise Otté
Elise Charlotte Otté (30 de septiembre de 1818, Copenhague - Richmond, 11 de noviembre de 1903) lingüista e historiadora de los países escandinavos. Tradujo al inglés obras de Alexander von Humboldt y asistió a su padrastro en la traducción del poema Elder Edda.

## Reseña biográfica

### Infancia
Nació el 30 de septiembre en Copenhague, de padre danés y madre inglesa. En 1820 la familia se marchó a Santa Cruz (Indias Occidentales Danesas), pero al morir su padre, la madre regresó con ella a Copenhague.

### Educación
En Copenhague, la madre de Otté conoció al filólogo Benjamin Thorpe, que entonces aún era estudiante, y se casó con él. Otté se mudó con ellos a Inglaterra, donde recibió una extraordinaria educación en idiomas; su padrastro le enseñó anglosajón e islandés y a muy temprana edad comenzó a ayudarle en sus trabajos de gramática.
La actitud tiránica de Thorpe, sin embargo, hizo que Otté se marchara en 1840 a Boston, en busca de su independencia. 
Viajó por Estados Unidos y Canadá junto a John Quincy Adams y la familia de Joseph Grinnell, según se desprende de sus diarios y se interesó por la Fisiología hasta el punto de estudiarla en Harvard. En Estados Unidos conoció a Margaret Fuller. Más tarde viajó también por Europa. 

### Etapa académica
Tras sus viajes, regresó a Inglaterra, reconciliada con su padrastro, a quien ayudó en la traducción del poema Edda of Sæmund (Edler Edda). Pero siguió encontrando intolerable al filólogo y en 1849 se marchó a la Universidad de San Andrés en Escocia para asistir al profesor de anatomía y medicina George Edward Day con traducciones científicas, a quien asistió incluso tras haberse retirado a Torquay y hasta su muerte en 1872.
Otté se trasladó entonces a Londres, donde continuó escribiendo para periódicos científicos. Escribió dos obras de gramática danesa y sueca, así como varios libros sobre la historia de los países escandinavos. Y continuó su labor de traductora: del alemán, varios trabajos de Alejandro de Humboldt, de Johann Martin Lappenberg y Reinhold Pauli; del francés, de De Quatrefages. Dedicó a su padrastro la traducción de la obra histórica de Pauli "Pictures of Old England" (1861).
Se retiró a Richmond, donde murió en 1903 tras varios años de inactividad debido a que sufría una neuralgia.

## Obra
- Denmark and Iceland (1881)
- Norway, Sweden and Denmark
- Scandinavian history. (1874)
- A simplified grammar of the Danish language (1884)
- A simplified grammar of the Swedish language (1884; 1902)

## Traducciones
- Cosmos: A Sketch of a Physical Description of the Universe (5 v. New York: Harper and Bros. 1866
- Views of nature, or, Contemplations on the sublime phenomena of creation, with scientific illustrations (London : H.G. Bohn, 1850
- A history of England under the Anglo-Saxon kings (London : G. Bell, 1894)